# Квітка Полонини

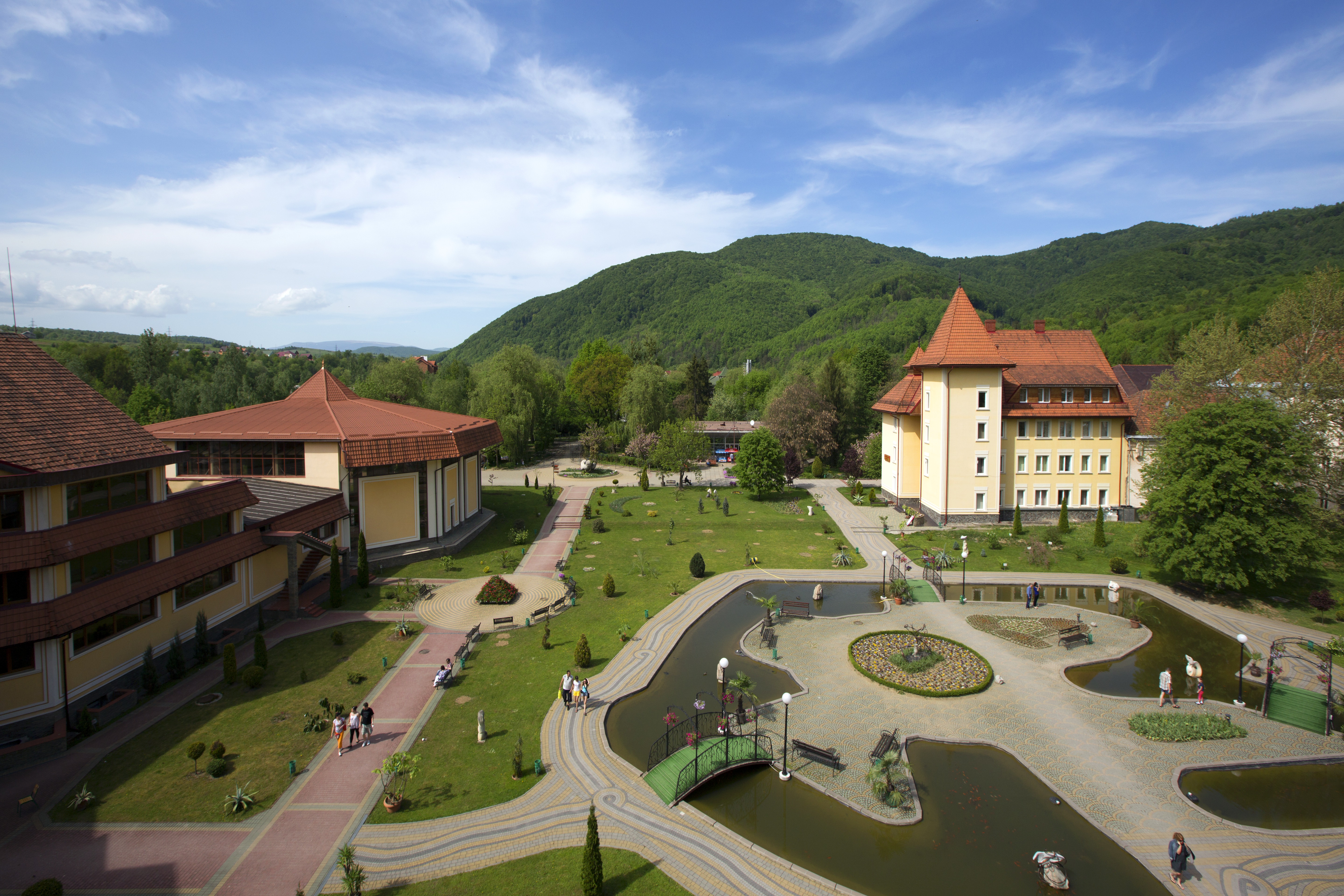
Територія санаторію «Квітка Полонини». Вид на лікувальний корпус і парк.

Кві́тка Полони́ни — бальнеологічний курорт у Закарпатській області України. Розташований в 7 км від міста Свалява, в межах села Солочин, у долині річки Пиня. Входить до складу Свалявської групи курортів. 
Санаторій відкрито 4 лютого 1965 року. Для лікування використовуються три види джерел вуглекислої мінеральної води: «Лужанська-4», «Лужанська-7» та «Поляна Квасова». На території є оздоровчий комплекс «Сузір'я», критий басейн, боулінг, більярд, конференц-зали, кафе.

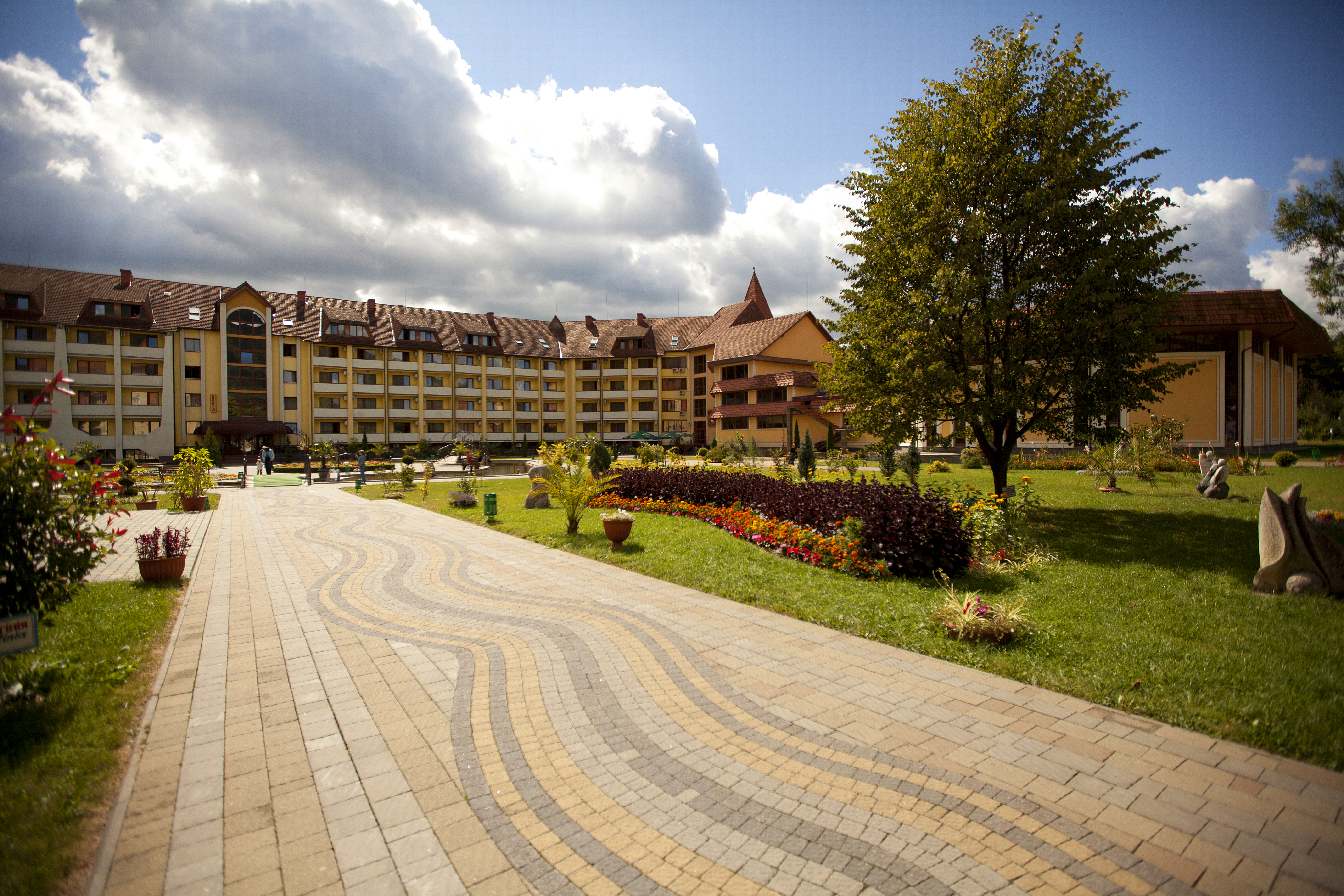
Санаторій «Квітка Полонини», корпус «Сузір'я».

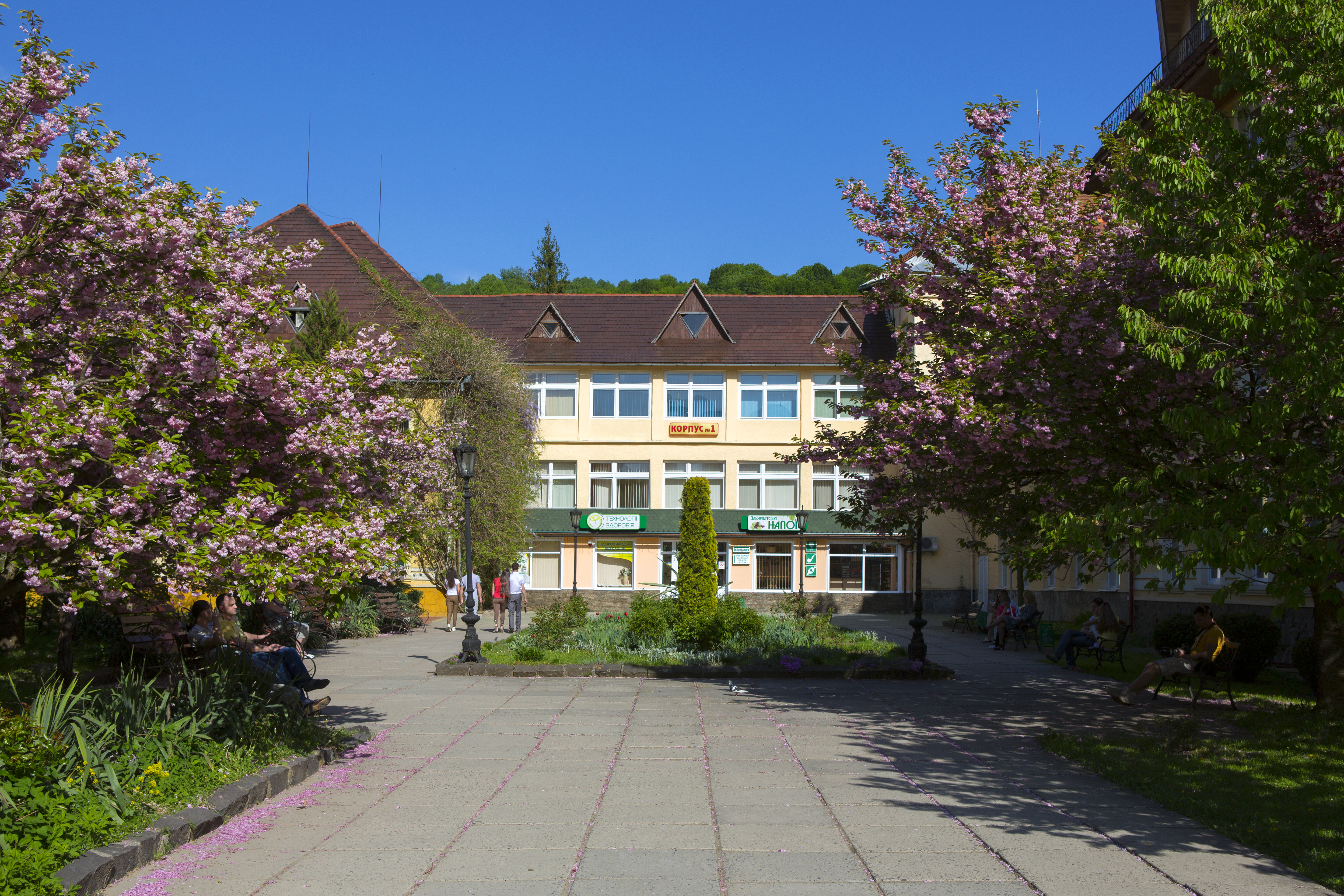
Корпус санаторію, де розташована реєстрація відпочивальників.